# نظر أباد (تكاب)
نظر أباد (بالفارسية: نظرآباد) هي قرية تقع في إيران في Takab Rural District. يقدر عدد سكانها بـ 25 نسمة بحسب إحصاء 2016.